# Maciej Samcik
Maciej Samcik (ur. 1975) – polski dziennikarz i komentator ekonomiczny, bloger finansowy.

## Życiorys
Absolwent ekonomii na Uniwersytecie Ekonomicznym w Poznaniu. 
Do 2017 roku pracował jako dziennikarz i szef sekcji ekonomicznej w Gazecie Wyborczej. Od 2017 roku redaktor naczelny portalu zajmującego się finansami konsumenckimi Subiektywnie o Finansach oraz (od 2020 roku) portalu technologicznego HomoDigital.pl. 
Autor książek o finansach osobistych.

## Nagrody dziennikarskie
- 2005: nagroda Grand Press w kategorii Dziennikarstwo specjalistyczne wspólnie z Blanką Mikołajewską za cykl tekstów o SKOK-ach.
- 2011: laureat nagrody Uniwersytetu Ekonomicznego w Krakowie im. Eugeniusza Kwiatkowskiego w roku 2011.[8]
- 2014: nagroda Grand Press w kategorii dziennikarstwa ekonomicznego.
- 2016: pierwszy laureat Nagrody Dziennikarstwa Ekonomicznego Press Club Polska[9][10]

## Książki
- Maciej Samcik, Jak inwestować i oszczędzać, Edgard, 2014. Brak numerów stron w książce[6]
- Maciej Samcik, Moje pierwsze kieszonkowe. Jak od małego zarabiać miliony, Agora, 2016. Brak numerów stron w książce[7]